# Nagyrábé
Nagyrábé is een plaats (nagyközség) en gemeente in het Hongaarse comitaat Hajdú-Bihar. Nagyrábé telt 2351 inwoners (2001).